# Kristin Harmon
Pour les articles homonymes, voir Harmon.
Sharon Kristin Harmon est une actrice américaine née le 25 juin 1945 à Burbank dans le comté de Los Angeles en Californie et morte le 27 avril 2018.

## Biographie
Elle est la fille du footballeur américain Tom Harmon et de l'actrice américaine Elyse Knox. Elle est aussi la sœur de l'actrice américaine Kelly Harmon et de l'acteur américain Mark Harmon. Elle a été mariée à l'acteur et musicien Ricky Nelson pendant dix-neuf ans.
Elle est décédée le 26 avril 2018 d'une crise cardiaque dans une ambulance après avoir lutté contre plusieurs problèmes de santé.

## Filmographie
- 1965 : Love and Kisses : Rosemary Cotts
- 1967 : What Am I Bid? : Beth Hubbard
- 1969 : The Over-the-Hill Gang (TV) : Hannah Rose
- 1970 : The Resurrection of Broncho Billy : The Girl
- 1968 : Auto-patrouille (Adam-12) (série TV) : Mrs. Jean Reed (1974-1975)
- 1982 : Il y a toujours de l'espoir pour ceux qui s'aiment (Liar's Moon) : Prostitute #1